# Ruppichteroth

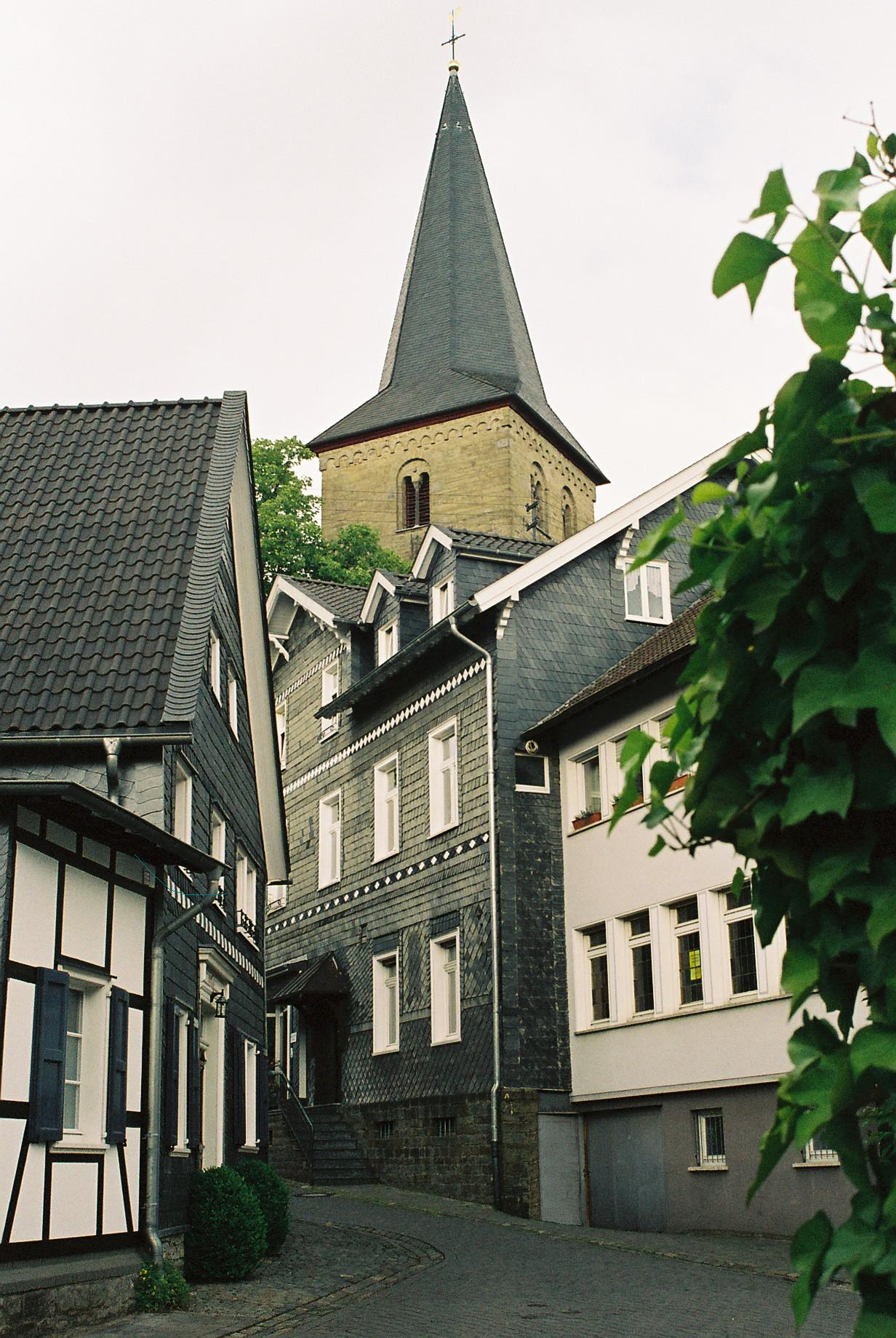

Ruppichteroth är en stad i Rhein-Sieg-Kreis i Regierungsbezirk Köln i förbundslandet Nordrhein-Westfalen i Tyskland. 